# ガローテ・トクヤーノ
ガローテ・トクヤーノ（スペイン語: Garrote tocuyano）は、ベネズエラの武術。ガローテ・ラレンセやエル・フエゴ・デル・ガローテ等ともいう。

## 概要
「ガローテ・トクヤーノ」とはベネズエラのララ州にある街、エル・トクヨの棒術という意味である。同州は棒術が最も盛んな地で、「ガローテ・ラレンセ」もララ州の棒術という意味である。棒を使うのが主だが、ナイフやマチェーテ（山刀）を使うこともある。

## 歴史
ベネズエラでは昔から土着の武術が伝統的に訓練されてきたが、スペインが入ってくると、スペイン人のフェンシングの技術を取り入れて進化した。南米の独立戦争では中心的存在になり、その後も内戦が続いた。その為ベネズエラでは武術が訓練され続け、20世紀初めに今の技術がほぼ確立されたという。元々は剣術メインであったが、次第に棒術メインに変わっていった。

## 技術・訓練法
ガロテとは打つ部分が柄より若干重い棒で、長さは0.8m程ある。棒も刀も共通の技術で操られるので、棒術も相手の棒に触れないように相手を撃つ事を旨としている。
以下のような訓練を行う。
体捌きの訓練
攻撃を避けるための体捌き（エルカドゥラという）の訓練。流派によって多少の違いがある。
ビスタ
師範が弟子に打ち込み弟子に効果的に対応させる、ある種のかかり稽古。最も苦しく難しい修練段階といわれる。
エル・レパト
ゆっくりした動作で動きながら 攻撃と防御の隙を見つけて適切な技を遣う稽古。
地稽古
自由に打ち合う稽古。ベネズエラでは「相手に友情が無いなら地稽古をするな」と言い伝えられているそうである。